# قائمة مرشحين كاملة
إن أي حزب أو فصيل سياسي يسعى لأن يحظى بالأغلبية في أي برلمان، أو مجلس إدارة، أو أية هيئة مسؤولة أخرى، يلزم عليه وضع قائمة مرشحين كاملة، إذا أراد أن يوضح أن لديه القدرة على شغل كل منصب بشخص ما، حتى وإن لم يكن ذلك الشخص هو الخيار الأمثل لشغل هذا المنصب. والعجز عن وضع هذه القائمة يُعَد عادةً علامة على نقص الثقة لدى قيادة هذا الحزب أو الفصيل السياسي، لأنه من المفترض أن تتمكن المنظمة ذات الإدارة الجيدة من العثور على شخص يرغب، على الأقل، في تولي مهام وظيفة لا تناسبه، ليظهر بذلك تضامنه مع الحزب أو الفصيل.
وتتمتع الأحزاب السياسية الكبرى بضمانها وضع القائمة الكاملة: فهي تترشح لجميع المناصب، ولديها فرصة للفوز، وتتمتع بالتمويل الجيد، ويمكن للأفراد أن يحظوا بعلاقات جيدة ومكانة مرموقة بترشحهم لصالح هذه الأحزاب. وتقل أيضًا الصعوبات التي تواجهها مثل هذه الأحزاب في شغل الأدوار الداخلية فيها.
ونظرًا لأن الأحزاب السياسية الصغيرة تواجه عادةً بعض الصعوبات في شغل المناصب أو حكومة المعارضة داخلها (لأنها بذلك ستوزع السلطة البسيطة التي تملكها)، فإنها تواجه على الأرجح قدرًا أكبر من الصعوبات في توفير المرشحين لكل منصب تشريعي بكل دائرة انتخابية. ويلعب دائمًا مَن يُعرَفون باسم «المرشحين الاحتياطيين» - وهم مَن يرشحون أنفسهم في دوائر غير دوائرهم ولا تربطهم بها أي صلات وثيقة - دورًا مهمًا في وضع قائمة مرشحين كاملة أو الاقتراب من تحقيق ذلك. يعكس ذلك التضامن، ويسمح للناس بالتصويت للحزب، لكنه لا يُنظَر إليه عادةً كعرض جاد بأن يتولى هؤلاء المرشحون الوظيفة. ويتشكك بشدة في هذه الممارسات أغلب من يؤيدون فكرة الإصلاح الانتخابي، ويرجع السبب في ذلك إلى الرغبة في التخلص من أية حاجة للدخول في مثل هذه الألاعيب.
وفي بعض البلدان، والدول، والأقاليم والأراضي، يكون وضع قائمة مرشحين كاملة من الأمور الضرورية للتغطية الإعلامية أو المشاركة في المناظرات بين القادة على شاشة التليفزيون، كما هو الحال في مناظرات انتخابات الرئاسة الأمريكية.
وفي النظام الرئاسي، كما هو الحال في الولايات المتحدة، تكون هناك قواعد أخرى للترشح، ودخول عمليات الاقتراع، والمسائل المتعلقة بوسائل الإعلام. لكن القدرة على الترشح في كل «دائرة انتخابية» أمريكية، والدخول في عمليات «الاقتراع» في كل ولاية، تُعَد من العلامات المميزة لحزب «الأغلبية».